# أرتيوم أوفتشكين
ارتيم اوتشكين (الروسية: Артём Сергеевич Овечкин) (و. 1986  م) هو راكب دراجة هوائية، من روسيا، ولد في بيردسك.

## سباقات أو مراحل فاز بها
| التاريخ        | السباق                                                                   | المركز                                          |
| -------------- | ------------------------------------------------------------------------ | ----------------------------------------------- |
| 03 يوليو 2008  | 2008 European Road Cycling Championships Men U23 ITT                     |                                                 |
| 20 سبتمبر 2009 | 2009 Duo Normand                                                         | الفائز في التصنيف العام                         |
| 19 سبتمبر 2010 | 2010 Duo Normand                                                         | الفائز في التصنيف العام                         |
| 01 يونيو 2014  | طواف بلجيكا 2014                                                         | السابع في التصنيف العام                         |
| 28 سبتمبر 2014 | 2014 Duo Normand                                                         |                                                 |
| 18 مارس 2015   | 2015 Grand Prix of Sochi Mayor                                           |                                                 |
| 01 يناير 2018  | طواف آسيا للدراجات 2018                                                  |                                                 |
| 25 فبراير 2018 | طواف أنطاليا 2018                                                        | الفائز في التصنيف العام                         |
| 25 مارس 2018   | طواف لانكاوي 2018                                                        | الفائز في التصنيف العام                         |
| 06 أبريل 2018  | طواف تايلاند 2018                                                        | الثاني في التصنيف العام، الثاني في تصنيف الجبال |
| 03 يونيو 2018  | طواف كوريا 2018                                                          | الرابع في التصنيف العام، الرابع في تصنيف الجبال |
| 29 يونيو 2018  | 2018 Russia National Road Cycling Championships - Men ITT                | الفائز في التصنيف العام                         |
| 13 أغسطس 2020  | سباق الطريق ضد الساعة للرجال في بطولة روسيا لسباق الدراجات ضد الزمن 2020 | الفائز في التصنيف العام                         |
| 17 يونيو 2021  | سباق الطريق ضد الساعة للرجال في بطولة روسيا لسباق الدراجات ضد الزمن 2021 |                                                 |

## روابط خارجية
- أرتيوم أوفتشكين على موقع الاتحاد الدولي للدراجات (الإنجليزية)
- أرتيوم أوفتشكين على موقع أرشيف الدراجات (الإنجليزية)
- أرتيوم أوفتشكين على موقع إحصائيات الدراجات الإحترافية (الإنجليزية)
- أرتيوم أوفتشكين على موقع نسبة الدراجات (الإنجليزية)
- أرتيوم أوفتشكين على موقع CycleBase (الإنجليزية)